# Правило "Демонстрації та Виставки"
Правило «Демонстрації та Виставки» (англ. ”Show and Display” rule) — встановлена законом поправка у Сполучених Штатах Америки, яка надає дозвіл окремим приватно імпортованим автомобілям бути звільненим від застосування до них Федеральних стандартів безпеки механічних транспортних засобів (FMVSS), якщо конкретний транспортний засіб можна віднести до такого, що відповідає стандарту «історичного» чи «технологічного» призначення.
Поправка, яка набрала сили закону у серпні 1999, призначена для застосування до тих транспортних засобів, які неможливо узгодити з вимогами FMVSS, та які не мають федерального прототипу, що спеціально виготовляється для ринку Сполучених Штатів. Через витрати і зусилля, необхідні для імпортування транспортних засобів із застосуванням цієї поправки, перелік дозволених до імпортування транспортних засобів, переважно, обмежений спортивними і туристичними автомобілями високої вартості. Заявка від потенційних імпортерів на застосування Правила «Виставки та Демонстрації» приймається та розглядається Національною Адміністрацією Безпеки Дорожнього Транспорту, яка надає дозвіл на реєстрацію для обмеженого використання на дорогах загального користування (2500 миль щорічно).
Дозвіл на імпорт транспортних засобів для «демонстрацій та виставок» надається якщо гіпотетичний імпортер здатний продемонструвати історичне чи технологічне призначення транспортного засобу, про який йдеться, та якщо транспортний засіб був виготовлений у обмеженій кількості (кількість примірників не перевершує 500). Дозвіл на імпорт надається у поєднанні «виробник», «модель», «рік виробництва», а тому немає потреби подавати нові заявки на затвердження транспортних засобів, якщо надалі імпортуватимуться наступні примірники цих же транспортних засобів. Якщо виробник транспортних засобів для «демонстрацій та виставок» не вважатиме за доцільне підтверджувати їх імпорт, такі автомобілі вважатимуться як сірий імпорт транспортних засобів.
NHTSA спершу запропонувала обмеження щорічного пробігу 500 дорожніми милями, а також вимагала, щоб дозволений пробіг надавався щорічно протягом перших п'яти років після імпортування. Після періоду обговорень формулювання правила у травні 1999 Коаліцією Спеціальних Транспортних Засобів (англ. the Special Vehicles Coalition) було рекомендовано збільшити пробіг до 2500 миль (ця цифра нині[коли?] вже використовувалось у індустрії страхування як крайня межа обмеженого застосування транспортного засобу). Коаліція також рекомендувала виключити вимогу обмеження щорічного пробігу, тому що ця вимога недостатньо коректно відображала дорожній пробіг транспортних засобів, які, окрім цього, були призначені для використання поза дорогами загального користування. Обидві рекомендації були включені у остаточне формулювання правила, хоча NHTSA залишила за собою право інспектування імпортованого транспортного засобу з метою перевірки пробігу.
Для забезпечення суспільної безпеки, NHTSA залишила за собою право надавання дозволу імпорту транспортних засобів для «демонстрацій та виставок», але заборонити їх реєстрацію з метою використання на дорогах загального користування. Адміністрація також залишила за собою право під час імпортування встановлювати будь-які інші довільні обмеження на застосування імпортованих транспортних засобів. Незалежно від наявності дозволу за правилом «Демонстрації та Виставки» імпортовані транспортні засоби повинні також відповідати імпортним обмеженням, встановленим Управлінням з охорони навколишнього середовища США.
NHTSA не вимагає відповідності до вимог FMVSS будь-якого імпортованого транспортного засобу, який є старішим від встановленого віку, на даний момент — від 25 років. .